# حاجي علي بيك (رباطات)
حاجي علی بیك (بالفارسية: حاجی علی بیک) هي منطقة سكنية تقع في إيران في يزد.